# Mariana Kautz
Mariana Kautz (heute: Mariana Patschinski; * 23. Juli 1980 in Berlin) ist eine ehemalige deutsche Eiskunstläuferin.

## Biografie
Mariana Kautz begann das Eiskunstlaufen als Einzelläuferin, wechselte jedoch später zum Paarlaufen. Sie startete für den TSC Berlin. Ihr Eiskunstlaufpartner war Norman Jeschke, trainiert wurde das Paar von Knut Schubert.
Kautz/Jeschke nahmen 2002 an den Olympischen Winterspielen teil, nach den Weltmeisterschaften 2002 trennte sich das Paar. Kautz bildete danach kurzzeitig ein Paar mit Florian Just, beendete aber 2003 ihre Eiskunstlaufkarriere. Anschließend begann sie ein Volontariat beim Fernsehen.
2006 heiratete sie den Fußballspieler Nico Patschinski, dessen Nachnamen sie auch angenommen hat.

## Erfolge/Ergebnisse

### Paarlauf
(mit Norman Jeschke)
- Olympische Winterspiele 
  - 2002 – 14. Rang – Salt Lake City

- Weltmeisterschaften 
  - 1999 – 16. Rang – Helsinki
  - 2000 – 11. Rang – Nizza
  - 2001 – 16. Rang – Vancouver
  - 2002 – 14. Rang – Nagano

- Europameisterschaften 
  - 1999 – 13. Rang – Prag
  - 2000 – 09. Rang – Wien
  - 2001 – 09. Rang – Bratislava
  - 2002 – 08. Rang – Lausanne

- Deutsche Meisterschaften 
  - 1999 – 03. Rang
  - 2000 – 02. Rang
  - 2001 – nicht teilgenommen
  - 2002 – 02. Rang

- Grand-Prix-Wettbewerbe 
  - 1998 – 06. Rang – Sparkassen Cup, Gelsenkirchen
  - 1999 – 10. Rang – Sparkassen Cup, Gelsenkirchen
  - 2000 – nach Kurzprogramm (8. Rang) aufgegeben – Skate America, Colorado Springs
  - 2001 – 10. Rang – Cup of Russia, Sankt Petersburg

### Einzellauf
- Deutsche Meisterschaften 
  - 1997 – 11. Rang